# Limnoria quadripunctata
Limnoria quadripunctata is een pissebed uit de familie Limnoriidae. De wetenschappelijke naam van de soort is voor het eerst geldig gepubliceerd in 1949 door Holthuis.